# Дело Урлашова
Дело Урлашова — уголовное преследование мэра города Ярославля Евгения Урлашова (2012—2017) по обвинению в покушении на получение взятки с вымогательством, в особо крупном размере (14 млн рублей), а также по обвинению в получении взятки.

## Задержание и арест
В ночь на 3 июля 2013 года в 01:20 (UTC+4) мэр города Ярославля Евгений Урлашов был задержан представителями отдела экономической безопасности МВД. Пресс-секретарь мэра Светлана Ефимова утверждала, что «буквально выволокли его за шкирку и увезли, не объясняя причин». В это время к Урлашову не пропускали адвоката, придумав причину, что до шести часов утра вход в здание для всех запрещён. По словам адвоката Голубенкова: «На нас это правило не распространяется, потому что мы — адвокаты, которые пытаются выяснить местонахождение задержанного и „пробиться“ к нему для оказания юридической помощи… Отсутствие адвоката у задержанного спустя более трёх часов — это юридический нонсенс».
Первичное уголовное дело возбуждено по заявлению главы фирмы по уборке улиц ООО «Радострой», депутата муниципалитета Ярославля, члена Единой России Сергея Шмелёва. По словам Шмелёва, Урлашов и его люди первоначально требовали 30 миллионов рублей, то есть 6 % от контракта, который выиграла компания Шмелёва на аукционе. Тот отказывался, мотивируя это отсутствием денег, в ответ «начали резать уже выполненные объёмы: сперва на 20 %, потом — до половины всего объёма работ, вдобавок - затягивать с оплатой». В итоге Шмелёв написал заявление и начались оперативные мероприятия. Аналогичные случаи с требованием откатов, по его словам, были и в других городах, где его организация получала контракты на уборку. Кроме того, Шмелёв обратился к правоохранительным органам с просьбой предоставить ему охрану для защиты от «фанатов Урлашова».
Уголовное дело было возбуждено также против заместителя мэра Дмитрия Донскова, главы агентства по муниципальному заказу мэрии Максима Пойкалайнена и советника мэра Алексея Лопатина. По версии следствия, мэр и его подчинённые в период с декабря 2012 года по 2 июля 2013 года вымогали у директора коммерческого общества взятку в размере 14 миллионов рублей из суммы, которая перечислялась обществу в счёт выполненных работ.
3 июля 2013 года Урлашову предъявлено обвинение по ч. 3 статьи 30, ч. 6 статьи 290 Уголовного кодекса РФ (групповое покушение на получение взятки по предварительному сговору, сопряжённое с вымогательством, совершённое в особо крупном размере). Второе уголовное дело возбуждено 5 июля 2013 года о получении взятки от директора «Ярдорстроя» Эдуарда Авдаляна (так же, как и Шмелёв — депутат муниципалитета, член Единой России) — по п. «в» ч. 5 ст. 290 Уголовного кодекса РФ (получение взятки, совершённое в крупном размере).
5 июля 2013 года постановлением Ленинского районного суда Ярославля (судья Людмила Колыгина) арестован до 2 сентября 2013 года.

## Следственные действия
К 5:00 (UTC+4) 3 июля 2013 года Евгений Урлашов был доставлен на свою квартиру, находящуюся по улице Свердлова, для участия в обыске. По сообщению РИА Новости со ссылкой на пресс-центр МВД России, у Урлашова было найдено 500 тыс. долларов США, которые были приобщены к делу. Дочь мэра утверждала, что в ходе следственного действия не было изъято никаких предметов, кроме личного сотового телефона Урлашова. По сообщениям Следственного комитета, часть подозреваемых дала показания, а один из них заключил сделку со следствием, кто именно, не разглашалось. Позже стало известно, что основными доказательствами следствия стали показания бизнесмена Андрея Захарова и руководителя агентства по муниципальному заказу мэрии Максима Пойкалайнена, которые дали признательные показания и были осуждены в особом порядке. В декабре 2014 года Пойкалайнен был приговорён к пяти годам колонии строгого режима, затем срок был сокращён на 1 год. В апреле 2015 года суд огласил приговор Захарову, назначив ему 1 год и 10 месяцев, спустя месяц он был освобожден условно-досрочно.
Адвокат Дмитрия Донскова Артём Иванчин отметал все заявления, прозвучавшие ранее в СМИ, что он дал показания против Урлашова. «„Против Урлашова“ — это, скажем так, бытовое выражение. Ну, допустим, Дмитрия не устраивало что-то в политике Урлашова, и он может сказать это следствию, и уже можно сказать „он даёт показания против Урлашова“».
12 июля 2013 года адвоката Урлашова — Михаила Писарца — удерживали в камере СИЗО за отказ удалить аудиозапись разговора с Урлашовым.
Урлашов был этапирован в московский СИЗО «Матросская тишина». 16 июля, в ночь на свой день рождения, под усиленной охраной.
18 июля 2013 года постановлением Басманного суда Москвы в соответствии со ст. 114 Уголовно-процессуального кодекса РФ Урлашов временно отстранён от должности мэра Ярославля с выплатой ежемесячного государственного пособия в размере пяти МРОТ.
Постановлением Басманного суда Москвы, признанным законным Мосгорсудом, арест был продлён до 3 октября 2014 года. Впоследствии арест был продлён до 3 октября 2015 года.

## Свидетели
Первое уголовное дело возбуждено по заявлению Сергея Шмелёва, второе — по заявлению Эдуарда Авдаляна. Оба имеют процессуальный статус свидетеля.

### Сергей Шмелёв
Родился в 1971 году. Образование: неоконченное высшее (Ярославская медицинская академия). Член партии Единая Россия. Депутат муниципалитета Ярославля.

### Эдуард Авдалян
Родился в 1979 году в селе Гетап Галинского района Армении. Депутат муниципалитета Ярославля.
В 2012 году по инициативе Евгения Урлашова начата доследственная проверка в отношении якобы имевшейся попытки преднамеренного банкротства Городского дорожного управления Эдуардом Авдаляном, владельцем конкурирующего предприятия — Ярдорстроя.

## Судебный процесс
28 сентября 2015 года в Ярославле начались судебные слушания по делу Урлашова. Обвиняемый вину не признал.

## Приговор
2 августа 2016 года Кировский суд Ярославля признал Урлашова виновным в получении взятки и покушении на получение взятки. На следующий день суд приговорил отстранённого от должности мэра Ярославля Урлашова к 12,5 годам лишения свободы с отбыванием наказания в колонии строгого режима. Советник Урлашова Алексей Лопатин был приговорён к 7 годам лишения свободы с отбыванием наказания в колонии строгого режима. Заместитель мэра Дмитрий Донсков был оправдан, так как, по мнению суда, обвинением не было представлено ни одного доказательства его виновности. В тот же день защита осуждённого мэра подала жалобу на приговор. Приговор мэру Ярославля Урлашову стал самым жёстким приговором в отношении глав российских городов. До этого момента самым жёстким считался приговор мэру Томска Александру Макарову (1996—2011), который в ноябре 2010 года был приговорен к 12 годам колонии строгого режима (в июне 2016 года вышел на свободу по УДО).
13 января 2017 года осужденный мэр Ярославля выступил с последним словом в Ярославском областном суде, в котором попросил суд его оправдать.
20 января 2017 года Ярославский областной суд оставил без изменений приговор мэру Ярославля Евгению Урлашову. Приговор вступил в законную силу и в связи с этим полномочия мэра Урлашова прекращены.

## Версии
Депутат Государственной Думы РФ Анатолий Грешневиков считает, что решение об аресте мэра было принято после многотысячного митинга против партии власти в Ярославле. «Единая Россия потеряла совесть, боится потерять власть. Уже давно стало понятно, что Урлашова либо купят, либо замочат. Попытки купить были — в администрации губернатора и даже администрации президента его уговаривали возглавить список единороссов. Он отказался, сейчас в ход пойдёт всё — деньги, наркотики, женщины, гомосексуализм. Припишут что угодно!» Грешневиков в связи с арестом мэра также ожидает подобных провокаций против коммунистов и «эсеров».

## Резонанс

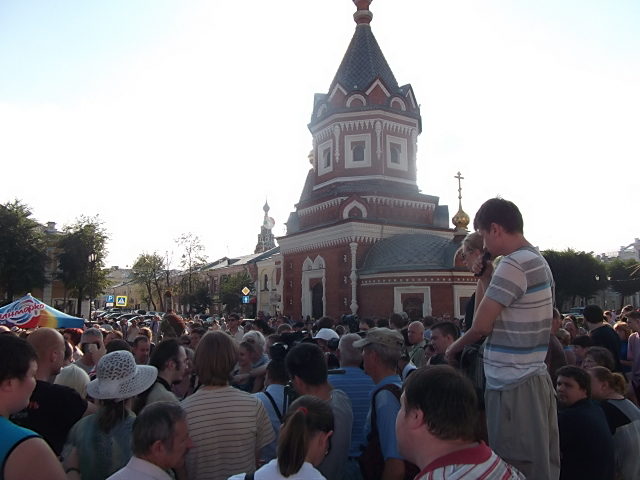
Народный сход против преследования Урлашова у часовни Александра Невского, 3 июля 2013 года (день задержания мэра)

Уголовное преследование Евгения Урлашова вызвало широкий резонанс в России и мире. Отмечается возможный политический контекст «Дела Урлашова», связанный с оппозиционными взглядами мэра.
Газета The Washington Post считает, что «крайне политизированные российские правоохранительные органы» нанесли удар по наиболее крупной мишени антиоппозиционной кампании. Также отмечается предшествующий митинг совместно с оппозиционными партиями, на которых мэр заявил, что намерен баллотироваться в губернаторы Ярославской области.
Против действий правоохранительных органов выступили Михаил Прохоров, Ксения Собчак, Алексей Навальный, Илья Яшин, Борис Немцов и др. Прохоров прокомментировал происходившее следующим образом: «Демонстративный захват избранного народом руководителя города — это удар по гражданским правам и свободам каждого жителя России», «ночное задержание мэра полицейскими в масках — попытка запугать Урлашова и его избирателей».
3 июля 2013 года в Ярославле прошёл народный сход против преследования мэра. Местные жители собрались к 18:00 на площади перед мэрией, чтобы поддержать задержанного градоначальника. По данным портала «Родной город Ярославль», число участников составило 350 человек.
Член Единой России Валерий Федотов вышел из партии, публично разорвав свой партбилет. Последней каплей, по его словам, для него стал арест Урлашова.